# カリル・ウェア
- ケレル・ウェア

カリル・ウェア（Kel'el Ware, 2004年4月20日 - ）は、アメリカ合衆国アーカンソー州シャーウッド出身のプロバスケットボール選手。NBAのマイアミ・ヒートに所属している。ポジションはセンター。

## 経歴

### ハイスクール
高校4年目のシーズンに平均20.3得点・12リバウンド・5.7ブロックを記録。マクドナルド・オール・アメリカン、ジョーダン・ブランド・クラシック、ナイキ・フープサミットに選出された。

### リクルート
世代最高の選手の1人として主要サイトから5つ星評価を受け、2021年8月9日にオレゴン大学へのコミットを発表した。他にはアーカンソー大学、オーバーン大学、ベイラー大学、イリノイ大学、カンザス大学、メンフィス大学、テキサスA&M大学、テキサス大学からオファーを受けていた。また、コミット後にはプロリーグのオーバータイム・エリートから2年総額90万ドルのオファーを受けたが、断っている。

### カレッジ

#### オレゴン
1年目の2022-23シーズン開幕前の時点では、2023年のNBAドラフトでの1巡目指名候補とされていた。開幕後、最初の10試合で平均10.3得点・5.6リバウンド・1.4ブロックを記録したが、好不調の波が激しかったためコーチ陣から信頼を失い、プレータイムが減少した。最終的に35試合に出場して平均6.6得点・4.1リバウンド・1.3ブロックを記録した。

#### インディアナ
2023-24シーズン開幕前にインディアナ大学へ転校した。フロリダ・ガルフコースト大学との開幕戦で13得点、12リバウンドを記録し、カレッジでは初となるダブル・ダブルを達成した。2023年11月27日のハーバード大学戦でキャリアハイとなる28得点を記録した。このシーズンは30試合に出場して平均15.9得点・9.9リバウンド・1.9ブロックを記録し、シーズン終了後に2024年のNBAドラフトへアーリーエントリーすることを発表した。

### マイアミ・ヒート
2024年のNBAドラフトにて全体15位でマイアミ・ヒートから指名され、7月2日にルーキー契約を結んだ。

## 代表歴
2022年のFIBA U16アメリカ選手権にアメリカ合衆国代表で出場。平均15.7得点・6.8リバウンド・1.8ブロックを記録して優勝に貢献し、オールトーナメントチームに選出された。

## 個人成績

### NBA

#### レギュラーシーズン
| シーズン | チーム | GP | GS | MPG  | FG%  | 3P%  | FT%  | RPG | APG | SPG | BPG | PPG |
| -------- | ------ | -- | -- | ---- | ---- | ---- | ---- | --- | --- | --- | --- | --- |
| 2024–25  | MIA    | 64 | 36 | 22.2 | .554 | .315 | .687 | 7.4 | .9  | .6  | 1.1 | 9.3 |
| 通算     | 通算   | 64 | 36 | 22.2 | .554 | .315 | .687 | 7.4 | .9  | .6  | 1.1 | 9.3 |

#### プレーオフ
| シーズン | チーム | GP | GS | MPG  | FG%  | 3P%  | FT% | RPG | APG | SPG | BPG | PPG |
| -------- | ------ | -- | -- | ---- | ---- | ---- | --- | --- | --- | --- | --- | --- |
| 2025     | MIA    | 4  | 4  | 18.3 | .444 | .273 | --- | 4.8 | 1.0 | .3  | .5  | 4.8 |
| 通算     | 通算   | 4  | 4  | 18.3 | .444 | .273 | --- | 4.8 | 1.0 | .3  | .5  | 4.8 |

### カレッジ
| シーズン | チーム       | GP | GS | MPG  | FG%  | 3P%  | FT%  | RPG | APG | SPG | BPG | PPG  |
| -------- | ------------ | -- | -- | ---- | ---- | ---- | ---- | --- | --- | --- | --- | ---- |
| 2022–23  | オレゴン     | 35 | 4  | 15.8 | .457 | .273 | .712 | 4.1 | .5  | .4  | 1.3 | 6.6  |
| 2023–24  | インディアナ | 30 | 30 | 32.2 | .586 | .425 | .634 | 9.9 | 1.5 | .6  | 1.9 | 15.9 |
| 通算     | 通算         | 65 | 34 | 23.3 | .538 | .337 | .660 | 6.7 | 1.0 | .5  | 1.6 | 10.9 |